# Хаазе, Курт
Курт Хаазе (нем. Curt Haase; 15 декабря 1881, Бад-Хоннеф — 9 февраля 1943, Берлин) — немецкий военный деятель, генерал-полковник (19 июля 1940 года).

## Биография
Участвовал в Первой мировой войне.
В 1932 году присвоено звание полковник,
- в марте 1935 года назначен командиром 3-й дивизии,

- в 1936 году переведён на аналогичную должность в 17-ю дивизию. А уже с 1937 года назначен инспектором всей артиллерии,

- в 1938 году назначен начальником III армейского корпуса, участвовал в Польской и Французской кампании.

Последняя должность с февраля 1941 года — командир 15-й армии, дислоцируемая во Франции.
С 30 ноября 1942 года в отставке по состоянию здоровья.
Умер от инфаркта и похоронен в Берлине. Могила не сохранилась.

## Награды
За Первую мировую войну:
- Железный крест 2-го и 1-го класса
- Королевский орден Дома Гогенцоллернов рыцарский крест с мечами
- Орден «За военные заслуги» (Вюртемберг) рыцарский крест
- Орден Альбрехта рыцарский крест 1-го класса с мечами
- Орден Фридриха рыцарский крест 1-го класса с мечами
- Орден Церингенского льва рыцарский крест 2-го класса с мечами и дубовыми листьями
- Ганзейский крест Гамбурга

За Вторую мировую войну:
- Медаль «В память 13 марта 1938 года»
- Медаль «За выслугу лет в вермахте» с 4-го по 1-й класс
- Пряжки к Железному кресту 2-го и 1-го класса
- Рыцарский крест Железного креста (08.06.1940)